# سوتین
سوتین (همچنین سینه‌بند، پستان‌بند) از لباس‌های زیر زنانه است که در درجه اول برای محدودکردن حرکت سینه و پوشاندن سینه‌های زن استفاده می‌شود. یک سینه بند معمولی از یک نوار روی سینه تشکیل شده است که دور بالاتنه پیچیده می‌شود و دو بخش کاسه شکل که توسط بندهایی با عبور از روی شانه، دو پستان را در جای خود نگه می‌دارد. سوتین‌ها معمولاً با استفاده از قلاب و بست در پشت بسته می‌شوند، اگرچه در طیف وسیعی از سبک‌ها و اندازه‌ها از جمله طرح‌های بست جلو و بدون پشت در دسترس هستند. برخی از سوتین‌ها برای عملکردهای خاص طراحی شده‌اند، مانند سوتین‌های شیردهی برای تسهیل شیردهی یا سوتین‌های ورزشی برای به حداقل رساندن ناراحتی در حین ورزش.

## تاریخچه
اگرچه زنان در یونان و روم باستان لباس‌هایی برای حمایت از سینه‌های خود می‌پوشیدند، نخستین سوتین مدرن به مری فلپس ژاکوب ۱۹ ساله (بعدها و بیشتر به عنوان ناشر و فعال نیویورکی، کاروس کرازبی (به انگلیسی: Caresse Crosby) شناخته شد) نسبت داده می‌شود، این لباس را با استفاده از دو دستمال و مقداری روبان در سال ۱۹۱۳ خلق کرد. پس از ثبت اختراع طرح خود در سال ۱۹۱۴، او برای مدت کوتاهی سوتین‌ها را در کارخانه‌ای در بوستون تولید کرد و اختراع خود را به شرکت Corset Brothers Warner که شروع به تولید انبوه لباس کرد، فروخت. سوتین در نیمه اول قرن بیستم، زمانی که تا حد زیادی جایگزین کرست شد، مورد استقبال گسترده قرار گرفت. اکثر زنان غربی امروزه سوتین می‌پوشند، در حالی که اقلیتی انتخاب می‌کنند که بدون سوتین باشند. تولید و خرده فروشی سینه بند از اجزای کلیدی صنعت چند میلیارد دلاری لباس زیر زنانه است.

## اجزای تشکیل دهنده سوتین

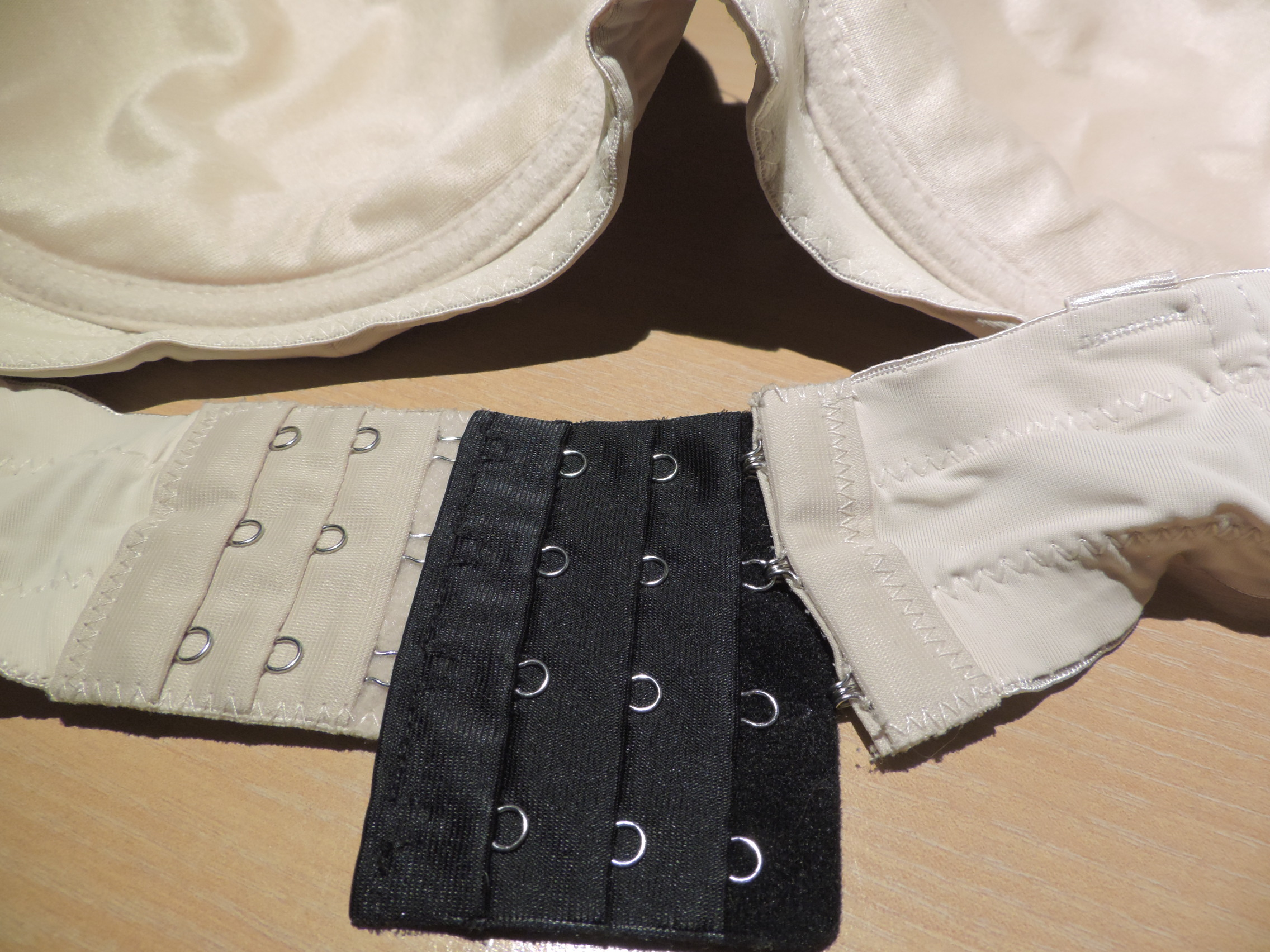

به‌طور کلی سوتین از چند بخش تشکیل شده، کاپ یا کاسه‌ای که سینه‌ها درون آن قرار می‌گیرند، بندهایی که از روی شانه رد شده و تا پشت کمر ادامه دارند، نواری که معمولاً از کش است و قسمت کاپ سوتین را به پشت متصل می‌کند، دو یا سه غزن که در پشت کمر به هم می‌رسند و باعث بسته شدن سوتین می‌شوند.

## انواع سوتین
سوتین‌ها انواع مختلفی دارند که بسته به شکل، جنس پارچه، و مواردی از این دست به انواعی مختلفی تقسیم می‌شوند، برای مثال برخی سوتین‌ها دارای بندهایی هستند که بی‌رنگ بوده و زمانی که خانمی از لباس دکلته استفاده می‌کند مورد استفاده قرار می‌گیرد تا بند آن مشخص نباشد.
همچنین برخی سوتین‌ها در قسمت کاپ خود دارای اسفنج هستند که این سوتین‌ها توسط خانم‌هایی که مایلند پستان‌هایشان بزرگ‌تر جلوه کند استفاده می‌شود؛ که به این سوتین‌ها، اسفنجی یا ابری گفته می‌شود.
همچنین برخی از سوتین‌ها از پارچه‌های نازک مثل تور و رنگهای متنوع و جذاب ساخته می‌شوند که در رده سوتین‌های فانتزی جای می‌گیرند.
نوع دیگری از این لباس زیر است که دو تکه است یعنی از جنس و رنگ کرست دارای شورتی با همان رنگ و جنس است که به آن ست شورت و سوتین گفته می‌شود.
با توجه به اینکه برخی لباس‌های زنانه به گونه‌ای طراحی شده‌اند که چاک سینه کاملاً نمایان باشد لذا چسبی ساخته شده که از بالای قسمت نوک پستان را به سینه می‌چسباند و دیگر نیازی به بستن سوتین نیست، البته استفاده از این چسب برای مدت طولانی برای خانمها ایجاد زحمت و درد می‌کند و استفاده از آن بایستی برای مدت محدود باشد. همچنین برخی سوتین‌ها در قسمت زیر پستان دارای فنر هستند که باعث می‌شود پستان بهتر حالت داشته باشد که به این نوع از سوتین‌ها، فنری گفته می‌شود.
| نوع سوتین      | کاربرد                       | ویژگی‌ها                     |
| -------------- | ---------------------------- | --------------------------- |
| سوتین فنردار   | حمایت بیشتر و شکل‌دهی بهتر    | مناسب استفاده روزانه        |
| سوتین بدون فنر | راحتی بالا و عدم فشار        | مناسب برای خانم‌های حساس     |
| سوتین ورزشی    | جلوگیری از تکان خوردن سینه‌ها | مناسب ورزش و فعالیت‌های شدید |
| سوتین بی‌بند    | مناسب لباس‌های بدون بند       | تاکید بر زیبایی ظاهری       |

## روش‌های پوشیدن سوتین
1. اینکه غزن سوتین را بسته و مانند پیراهن آن را از بالا و از سر به تن کرده و پستانها را در آن جاسازی کنیم.
2. سوتین را به صورتی که غزن پشتش باز است در دستها کرده و پستانها را در آن جاسازی کرده و بعد غزن پشتش را با استفاده از آیینه ببندیم که این روش تا حدی مشکل است.
3. اینکه سوتین را دور شکم و زیر سینه به صورت بر عکس قرار دهیم به گونه‌ای که غزن آن زیر سینه و کاپهای آن در پشت قرار گیرد در این حالت غزن‌ها را بسته و بعد آن را می‌چرخانیم تا کاپهای آن زیر پستانها قرار گیرد و سپس دست‌ها را بندهای آن وارد کرده و بندها را روی شانه قرار می‌دهیم که این روش راحتترین روش برای بستن سوتین است.

## نگارخانه

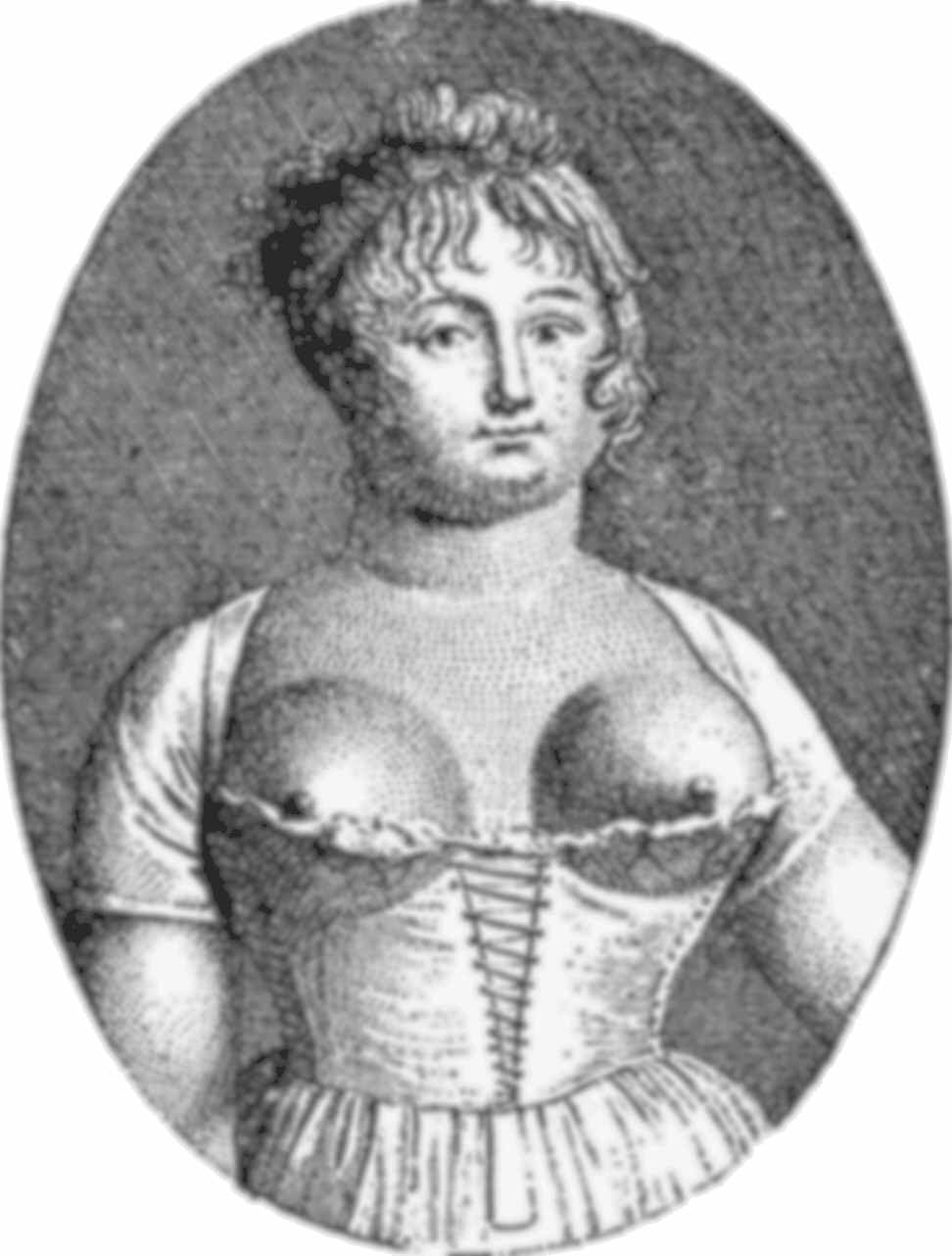
کرست، ۱۸۰۸
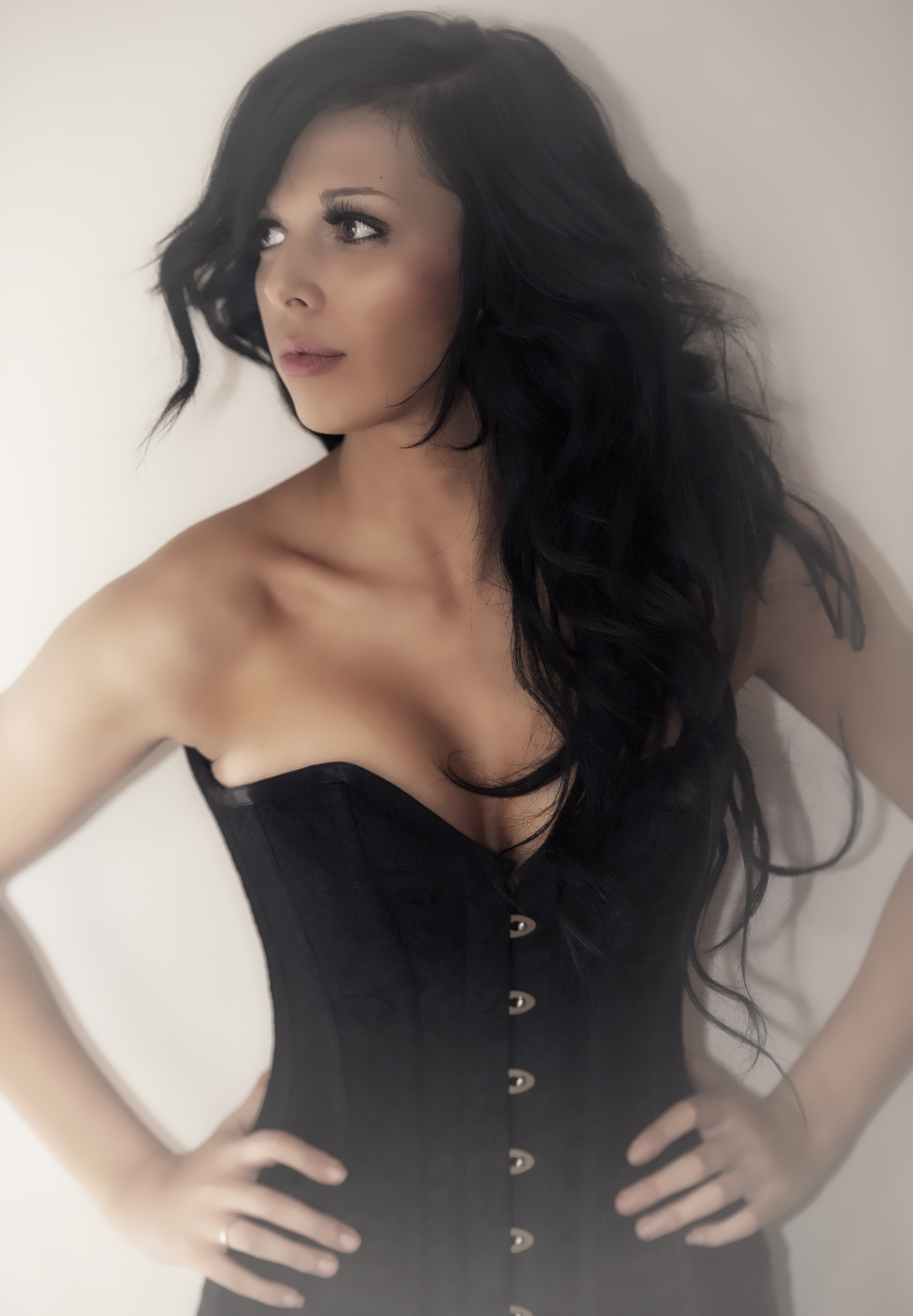
کرست، ۲۰۱۰
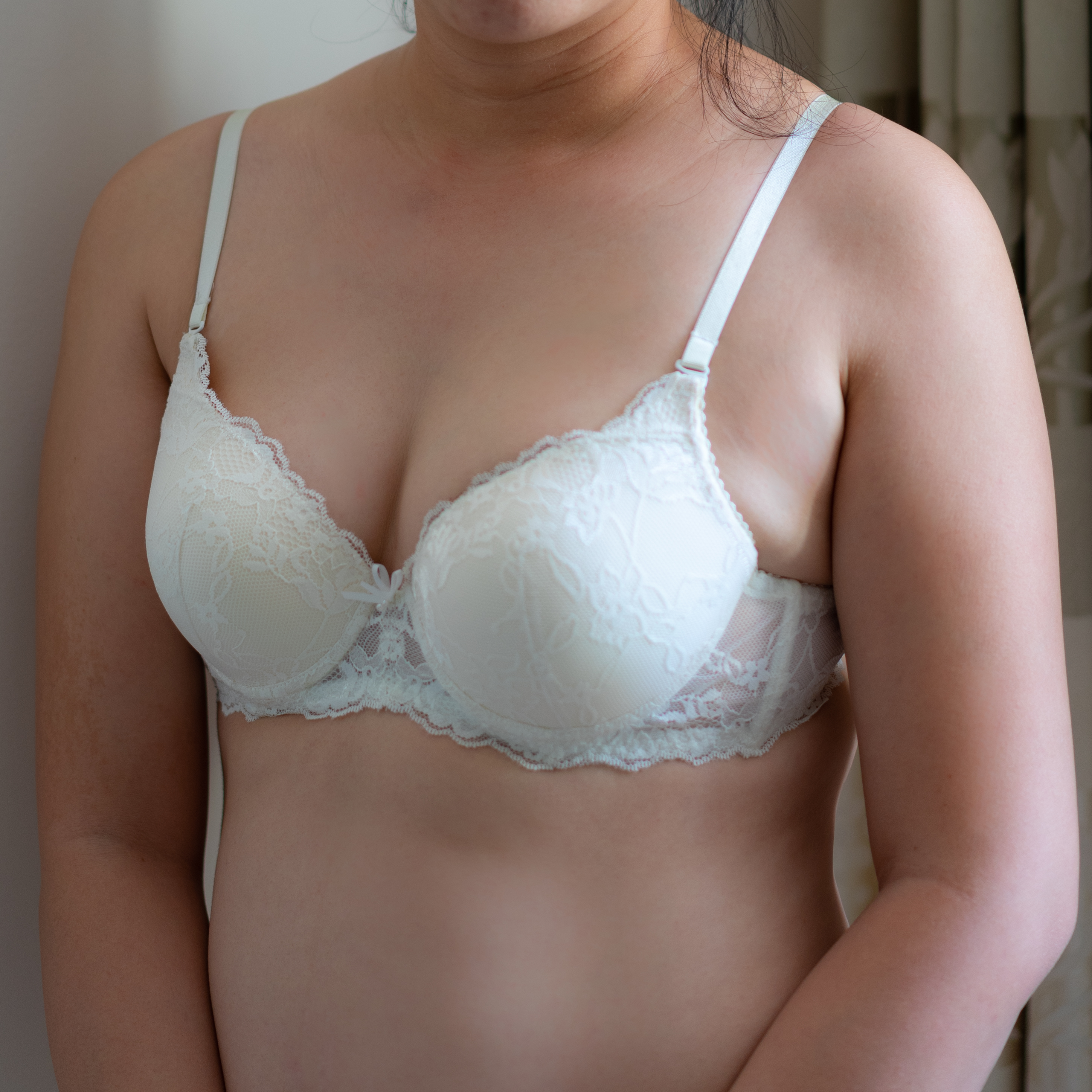
سوتین پددار
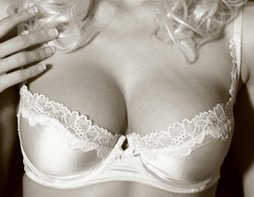
سوتین فنردار